# Pirəzə
Pirəzə è un comune dell'Azerbaigian situato nel distretto di Ağdaş. Conta una popolazione di 1 461 abitanti.